# Огиенко, Денис Сергеевич
Денис Сергеевич Огиенко (род. 15 августа 1979) — российский самбист и дзюдоист, чемпион и призёр чемпионатов России по дзюдо, призёр летней Универсиады 2003 года в Тэгу по дзюдо, чемпион мира среди юниоров 1998 года по дзюдо, чемпион России и Европы по самбо, призёр чемпионата мира по самбо, мастер спорта России международного класса.

## Биография
Выпускник Российской государственной академии физической культуры. Сотрудник МВД. Старший брат Дмитрия Огиенко.
Пропал без вести 5 июня 2016 года.
Истории пропажи Дениса Огиенко посвящён документальный ролик «Исчез мастер спорта по самбо Архивная копия от 13 февраля 2021 на Wayback Machine» из цикла «Пропавшие».

## Спортивные результаты
- Чемпионат России по дзюдо 1999 года — ;
- Чемпионат России по дзюдо 2000 года — ;
- Чемпионат России по дзюдо 2001 года — ;
- Чемпионат России по дзюдо 2004 года — ;
- Чемпионат России по дзюдо 2006 года — ;